# Fight the Power
Fight the Power — пісня гурту Public Enemy, випущена 1989 року. Вийшла в альбомах Do the Right Thing, Fear of a Black Planet, а також як сингл.
У чарті Billboard Hot 100 пісня досягала третьої позиції.
Також пісня потрапила до списку 500 найкращих пісень усіх часів за версією журналу Rolling Stone, а також списку 500 пісень, що сформували рок-н-рол.